# سيكافا
مؤتمر جمعيات شرق ووسط أفريقيا لكرة القدم (بالإنجليزية: Council for East and Central Africa Football Associations)‏؛ وتٌعرف اختصاراً بـسيكافا (CECAFA) هو اتحاد الدول التي تلعب كرة القدم في معظمها في شرق إفريقيا وقليلاً من وسط إفريقيا.
تعتبر سيكافا، التابعة لاتحاد كرة القدم الأفريقي (CAF)، أقدم منظمة كرة قدم شبه إقليمية في القارة.

## التاريخ
تأسست سيكافا بشكل غير رسمي في عام 1927. ورعت المسابقة شركة غوساج الكبرى لصناعة الصابون التي تتخذ من نيروبي مقراً لها، والمملوكة لشركة ليفر براذرز البريطانية. غالبًا ما يُنسب تشكيلها بشكل خاطئ إلى ويليام غوساج، مؤسس شركة غوساج، والذي توفي قبل 50 سنة من تأسيس سيكافا.
عُرفت البطولة باسم «كأس غوساج» حتى منتصف الستينات، عندما أعيدت تسميتها بـ «كأس تحدي شرق إفريقيا».
تقع مكاتب سيكافا الرئيسية في نيروبي، كينيا. وتنافست كينيا وأوغندا على البطولة الأولى، حيث شهدت فوز المنتخب الكيني بالشوطين 3-1 بمجموع المباراتين.

## حقوق البث
في عام 2007، تم بيع الحقوق التلفزيونية للبطولة إلى GTV. منذ عام 2009، تولت SuperSport بث مسابقات سيكافال.

## مسابقات
| منافسة                           | حامل اللقب        | الحدث الأخير |
| -------------------------------- | ----------------- | ------------ |
| كأس التحدي سيكافا                | أوغندا            | 2019         |
| بطولة سيكافا تحت 20 سنة          | تنزانيا           | 2019         |
| بطولة سيكافا تحت 17 سنة          | تنزانيا           | 2018         |
| بطولة سيكافا تحت 15 سنة          | أوغندا            | 2019         |
| كأس سيكافا للأندية               | نادي كامبالا سيتي | 2019         |
| بطولة سيكافا للسيدات             | كينيا             | 2019         |
| بطولة سيكافا للناشئات دون 17 سنة | أوغندا            | 2019         |

## الأعضاء الحاليون
كانت جميع الجمعيات التي انضمت في عام 1973 من الأعضاء المؤسسين لسيكافا.
| بلد          | السنة              | الهيئة الإدارية               |
| ------------ | ------------------ | ----------------------------- |
| بوروندي      | 1998               | اتحاد بوروندي لكرة القدم      |
| جيبوتي *     | 1994               | اتحاد جيبوتي لكرة القدم       |
| إرتريا       | 1994 [بحاجة لمصدر] | اتحاد إريتريا لكرة القدم      |
| إثيوبيا      | 1983               | اتحاد إثيوبيا لكرة القدم      |
| كينيا        | 1973               | اتحاد كينيا لكرة القدم        |
| رواندا       | 1995               | اتحاد رواندا لكرة القدم       |
| الصومال *    | 1973               | اتحاد الصومال لكرة القدم      |
| جنوب السودان | 2012               | اتحاد جنوب السودان لكرة القدم |
| السودان *    | 1975               | الاتحاد السوداني لكرة القدم   |
| تنزانيا      | 1973               | اتحاد تنزانيا لكرة القدم      |
| أوغندا       | 1973               | اتحاد أوغندا لكرة القدم       |
| زنجبار       | 1973               | اتحاد زنجبار لكرة القدم       |

- أعضاء الاتحاد العربي لكرة القدم (UAFA) تحمل علامة النجمة

## روابط خارجية
- الموقع الرسمي